# Łukasz Jarosz (naukowiec)
Łukasz Sebastian Jarosz – polski lekarz weterynarii, doktor habilitowany nauk weterynaryjnych, profesor na Uniwersytecie Przyrodniczym w Lublinie, specjalista od chorób zakaźnych zwierząt, chorób trzody chlewnej, epizootiologii i administracji weterynaryjnej.

## Kariera naukowa
W 2005 roku na Akademii Rolniczej w Lublinie uzyskał tytuł lekarza weterynarii. W 2006 roku został zatrudniony na tejże uczelni, a w 2013 roku na jej Wydziale Medycyny Weterynaryjnej uzyskał stopień doktora nauk weterynaryjnych na podstawie rozprawy pt. Wpływ swoistej profilaktyki zakażeń Trueperella pyogenes na wybrane parametry odpowiedzi immunologicznej oraz wskaźniki reprodukcyjne u świń, której promotorem była Zbigniew Grądzki. W 2019 roku ten sam wydział nadał mu stopień doktora habilitowanego nauk weterynaryjnych na podstawie pracy pt. Wpływ suplementacji paszy siarczanami i chelatami glicynowymi Zn, Cu i Fe na wybrane parametry komórkowej i humoralnej odpowiedzi immunologicznej u drobiu.